# Konabbsfjärden

Konabbsfjärden är en fjärd av Östersjön i Stockholms södra skärgård i Nynäshamns kommun, Stockholms län.

## Panorama

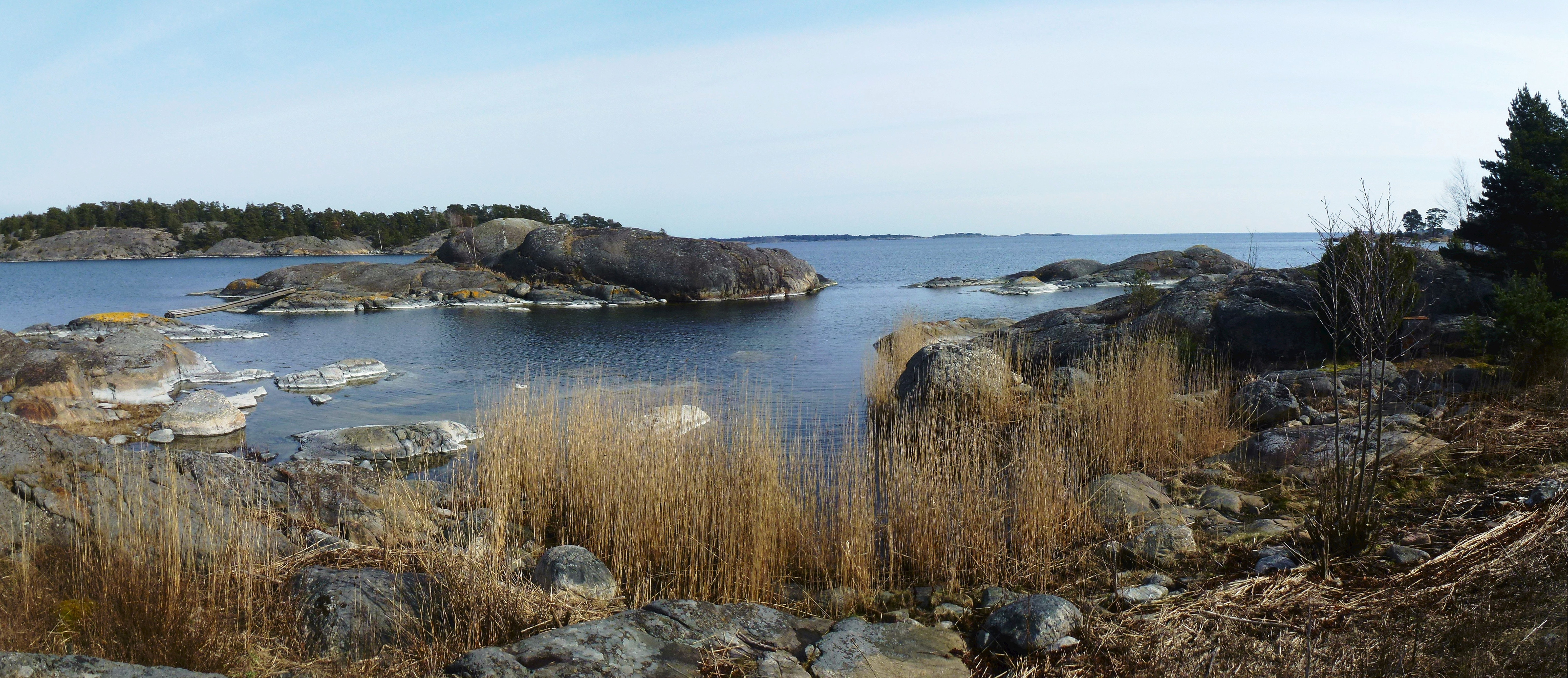
Konabbsfjärden, vy mot syd från Villa Torsvi, i förgrunden syns kobbarna "Storknatsen" och "Lillknatsen", april 2015.

## Beskrivning
Konabbsfjärden sträcker sig mellan Torö i väster och ön Järflottas södra udde i öster. Vattenområdet omfattar 8,8 kvadratkilometer och vattenvolymen är 0.13 kubikkilometer. Medeldjupet ligger vid 16 meter medan max-djupet är 49 meter.